# Ensete
Ensete là một chi thực vật có hoa trong họ Musaceae.

## Lịch sử phân loại
Năm 1790, James Bruce mô tả loài thực vật thân thảo dạng cây chuối ở Abyssinia, đông bắc châu Phi, mà ông gọi là Ensete theo tên gọi địa phương và cho rằng nó dường như chỉ là gần với các loài đã biết trong chi Musa nhưng không phải một loài Musa.
Năm 1791, Johann Friedrich Gmelin mô tả khoa học loài Musa ensete, dẫn chiếu tới mô tả Ensete của Bruce.
Trong bài viết năm 1858 (in năm 1859, tái bản năm 1867) Friedrich Martin Josef Welwitsch mô tả loài Musa ventricosa thu thập tại Pungo-Andongo (tây bắc Angola).
Năm 1862, Paul Fedorowitsch Horaninow thiết lập chi Ensete với loài Ensete edule, dẫn chiếu tới Ensete của Bruce và Musa ensete của Gmelin.
Trong bài báo năm 1947 (in năm 1948) Ernest Entwistle Cheesman coi E. edule và E. ventricosum do ông mới tổ hợp là các loài khác nhau. Trong bài báo năm 1953 (in năm 1954) Baker và Simmonds đồng nhất hóa E. edule với E. ventricosum, coi E. edule là danh pháp chính thức còn E. ventricosum là danh pháp đồng nghĩa. Tuy nhiên, theo quy tắc về danh pháp thực vật từ năm 1907 và có hiệu lực hồi tố thì E. ventricosum là danh pháp tổ hợp từ danh pháp hợp lệ Musa ventricosa có từ năm 1859 trong khi E. edule chỉ có từ năm 1862 nên E. ventricosum có độ ưu tiên cao hơn. Danh pháp tổ hợp từ Musa ensete (1791) sẽ là E. ensete - một tên tự lặp lại (tautonym) và bị cấm trong việc đặt tên thực vật, vì thế nó không thể sử dụng. Vì thế, ngay trong số tiếp theo của Kew Bulletin thì Simmonds đã chỉnh sửa lại để coi E. ventricosum là danh pháp chính thức còn E. edule là danh pháp đồng nghĩa. Theo Väre & Häkkinen (2011) thì hiện tại chúng được coi là cùng loài, nhưng rõ ràng là cần phải nghiên cứu thêm để làm rõ mối quan hệ của chúng.

## Các loài
Chi này hiện tại được công nhận chứa 8 loài. Có thể chia Ensete thành các loài châu Á và châu Phi như sau:
- Châu Phi:
  - Ensete homblei (Bequaert ex De Wild.) Cheesman, 1947 in 1948: Từ đông nam Cộng hòa Dân chủ Congo tới miền bắc Zambia.
  - Ensete livingstonianum (J.Kirk) Cheesman, 1947 in 1948: Từ miền tây châu Phi nhiệt đới tới Malawi.
  - Ensete perrieri (Claverie) Cheesman, 1947 in 1948: Loài đặc hữu Madagascar, nhưng giống với loài châu Á E. glaucum
  - Ensete ventricosum (Welw.) Cheesman, 1947 in 1948: Loài điển hình của chi. Từ Ethiopia ở phía bắc tới Angola, Mozambique, Zambia, Zimbabwe, các tỉnh Bắc (Nam Phi) ở phía nam. Trồng rộng rãi ở Ethiopia như một loài cây lương thực có tầm quan trọng kinh tế.[12][13][14]
- Châu Á:
  - Ensete glaucum (Roxb.) Cheesman, 1947 in 1948: Từ miền đông Himalaya, Ấn Độ qua Trung Quốc, Đài Loan, Đông Nam Á đến New Guinea và quần đảo  Bismarck. Tại Việt Nam gọi là chuối cô đơn.
    - Ensete glaucum var. wilsonii (Tutcher) Häkkinen, 2011 (đồng nghĩa: Ensete wilsonii (Tutcher) Cheesman, 1947 in 1948): Vân Nam, Trung Quốc.

  - Ensete lecongkietii Luu, N.L.Vu & Q.D.Nguyen, 2012: Việt Nam. Chuối cô đơn [Lê] Công Kiệt.
  - Ensete nepalense (Wall.) G.Parmar & Trias-Blasi, 2023: Miền đông Trung Nepal.
  - Ensete superbum (Roxb.) Cheesman, 1947 in 1948: Khu vực Tây Ghats, miền nam Ấn Độ. Du nhập vào Myanmar, Thái Lan, Việt Nam.

### Chuyển đi
- Ensete lasiocarpum (Franch.) Cheesman, 1947 in 1948 = Musella lasiocarpa (Franch.) C.Y.Wu ex H.W.Li, 1978 - tây nam Trung Quốc, bắc Việt Nam.

## Hình ảnh

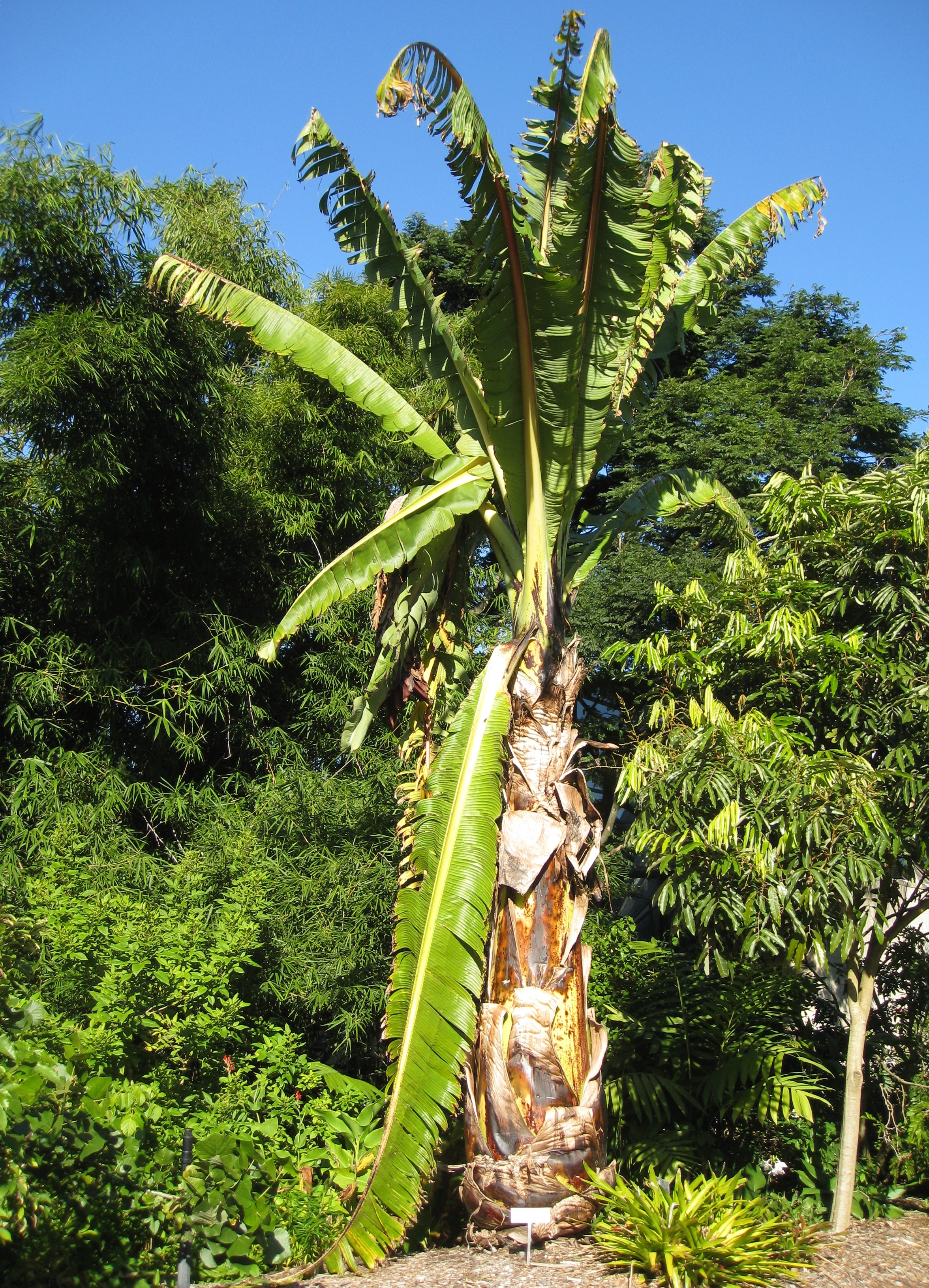